# Tyrrell 019
Tyrrell 019 – samochód Formuły 1, zaprojektowany przez Harveya Postlethwaite'a i Jeana-Claude'a Migeota, skonstruowany przez Tyrrell Racing na sezon 1990. Pierwszy samochód Formuły 1 z podniesionym nosem.

## Historia
Poprzednikiem modelu był Tyrrell 018. Model 018, którym ścigali się Michele Alboreto, Jonathan Palmer i dysponujący wsparciem Camela Jean Alesi, był pierwszym samochodem Formuły 1, w którym airbox spełniał funkcję pałąka zabezpieczającego – rozwiązanie powszechnie stosowane w następnych dekadach. Na początku sezon 1990 stosowano wersję „B” tego samochodu. Jean Alesi zakwalifikował się do Grand Prix Stanów Zjednoczonych na drugim miejscu i po starcie szybko objął prowadzenie, wyprzedzając Gerharda Bergera. Po 35 okrążeniach Alesi został wyprzedzony przez Ayrtona Sennę, ale zajął w tym wyścigu drugie miejsce.
W Grand Prix San Marino wprowadzono następcę modelu, 019. Tyrrell 019 opierał się na poprzedniku i nie poczyniono znacznych zmian w nadwoziu. Wyjątkiem był, wprowadzony po raz pierwszy w Formule 1, podniesiony nos. Taka konstrukcja miała zoptymalizować przepływ powietrza pod samochodem, a co za tym idzie – zwiększyć docisk.
Wadą samochodu był słaby silnik – jednostka Forda rozwijała 620 KM mocy przy 12000 rpm. Mimo to Alesi zdołał zakwalifikować się do Grand Prix Monako na trzecim miejscu, aby finiszować w tym wyścigu jako drugi.
Następcą modelu był Tyrrell 020.

## Wyniki w Formule 1
| Legenda oznaczeń w tabelach wyników Wyświetl szablon na nowej stronie | Legenda oznaczeń w tabelach wyników Wyświetl szablon na nowej stronie                                                                     |
| Oznaczenie                                                            | Wyjaśnienie |
| --------------------------------------------------------------------- | --- |
| Złoty                                                                 | Zwycięzca lub mistrzostwo |
| Srebrny                                                               | 2. miejsce lub wicemistrzostwo |
| Brązowy                                                               | 3. miejsce lub II wicemistrzostwo |
| Zielony                                                               | Ukończył, punktował (w klasyfikacji generalnej, gdy zdobył co najmniej jeden punkt na przestrzeni sezonu, poza trzema powyższymi opcjami) |
| Niebieski                                                             | Ukończył, nie punktował (w klasyfikacji generalnej, gdy nie zdobył co najmniej jednego punktu na przestrzeni sezonu)                      |
| Czerwony                                                              | Nie zakwalifikował się (NZ) |
| Czerwony                                                              | Nie prekwalifikował się (NPK) |
| Różowy                                                                | Nie ukończył (NU) |
| Różowy                                                                | Niesklasyfikowany (NS) (w klasyfikacji generalnej, gdy nie został sklasyfikowany w żadnym wyścigu sezonu)                                 |
| Czarny                                                                | Zdyskwalifikowany (DK) |
| Czarny                                                                | Wykluczony (WYK/EX) |
| Biały                                                                 | Nie wystartował (NW) |
| Biały                                                                 | Kontuzjowany (K/INJ) |
| Biały                                                                 | Wyścig odwołany (OD/C) |
| Bez koloru                                                            | Został wycofany (WYC/WD) |
| Bez koloru                                                            | Nie przybył (NP/DNA) |
| Bez koloru                                                            | Nie brał udziału w treningach (NT/DNP) |
| Bez koloru                                                            | Nie został zgłoszony (–) |
| Pogrubienie                                                           | Start z pole position |
| Kursywa                                                               | Najszybsze okrążenie wyścigu |
| †                                                                     | Nie ukończył, ale jego rezultat został zaliczony ze względu na przejechanie więcej niż 90% dystansu wyścigu.                              |
| *                                                                     | Sezon w trakcie |
| 1/2/3                                                                 | Punktowana pozycja w sprincie kwalifikacyjnym                                                                                             |
| Lista systemów punktacji Formuły 1                                    | |

| Sezon | Zespół                      | Silnik | Kierowcy        | Wyniki w poszczególnych eliminacjach | Wyniki w poszczególnych eliminacjach | Wyniki w poszczególnych eliminacjach | Wyniki w poszczególnych eliminacjach | Wyniki w poszczególnych eliminacjach | Wyniki w poszczególnych eliminacjach | Wyniki w poszczególnych eliminacjach | Wyniki w poszczególnych eliminacjach | Wyniki w poszczególnych eliminacjach | Wyniki w poszczególnych eliminacjach | Wyniki w poszczególnych eliminacjach | Wyniki w poszczególnych eliminacjach | Wyniki w poszczególnych eliminacjach | Wyniki w poszczególnych eliminacjach | Wyniki w poszczególnych eliminacjach | Wyniki w poszczególnych eliminacjach | Wyniki kierowców | Wyniki kierowców | Wyniki konstruktora | Wyniki konstruktora |
| 1990  |                             |        |                 | Stany Zjednoczone                    | Brazylia                             | San Marino                           | Monako                               | Kanada                               | Meksyk                               | Francja                              | Wielka Brytania                      | Niemcy                               | Węgry                                | Belgia                               | Włochy                               | Portugalia                           | Hiszpania                            | Japonia                              | Australia                            | Pkt.             | Msc.             | Pkt.                | Msc.                |
| ----- | --------------------------- | ------ | --------------- | ------------------------------------ | ------------------------------------ | ------------------------------------ | ------------------------------------ | ------------------------------------ | ------------------------------------ | ------------------------------------ | ------------------------------------ | ------------------------------------ | ------------------------------------ | ------------------------------------ | ------------------------------------ | ------------------------------------ | ------------------------------------ | ------------------------------------ | ------------------------------------ | ---------------- | ---------------- | ------------------- | ------------------- |
| 1990  | Tyrrell Racing Organisation | Ford   | Satoru Nakajima | -                                    | -                                    | NU                                   | NU                                   | 11                                   | NU                                   | NU                                   | NU                                   | NU                                   | NU                                   | NU                                   | 6                                    | NW                                   | NU                                   | 6                                    | NU                                   | 2 (3)            | 15               | 9 (16)              | 5                   |
| 1990  | Tyrrell Racing Organisation | Ford   | Jean Alesi      | -                                    | -                                    | 6                                    | 2                                    | NU                                   | 7                                    | NU                                   | 8                                    | 11                                   | NU                                   | 8                                    | NU                                   | 8                                    | NU                                   | NW                                   | 8                                    | 7 (13)           | 9                | 9 (16)              | 5                   |